# Mystery Street
 Mystery Street és una pel·lícula estatunidenca dirigida per John Sturges el 1950.

## Argument
Una jove dona, Vivian Heldon, té una cita amb el seu amant, un home casat que la mata, ja que amenaça de denunciar a la seva dona la seva relació. Enterra el cos en una platja deserta. Diversos mesos després, un ornitòleg hi descobreix restes humanes, sense cap document o objecte que permeti una identificació. El tinent Morales dirigeix la investigació, ajudat per un professor d'universitat, el doctor McAdoo, per a l'anàlisi del cadàver. La intersecció dels indicis permet arribar a Vivian Heldon, l'ús del temps del qual és reconstituït. Ha estat sobretot vist en companyia de Henry Shanway que sembla el sospitós ideal...

## Repartiment
- Ricardo Montalban: El tinent Peter Morales
- Sally Forrest: Grace Shanway
- Bruce Bennett: El doctor McAdoo
- Elsa Lanchester: La Sra. Smerrling, la llogadora
- Marshall Thompson: Henry Shanway
- Jan Sterling: Vivian Heldon
- Edmond Ryan: James Joshua Harkley
- Betsy Blair: Jackie Elcott
- Wally Maher: El detectiu Tim Sharkey
- Ralph Dumke: Jim Black, el tatuador
- Willard Waterman: L'empresari de pompes fúnebres
- Walter Burke: L'ornitòleg
- Don Shelton: Fiscal